# رولوف بنجامين فان دن بوش
رولوف بنجامين فان دن بوش هو عالم نباتات لاوعائية ‏ وعالم نبات هولندي، ولد في 31 أكتوبر 1810 في روتردام في هولندا، وتوفي في 28 يناير 1862 في خوس في هولندا.